# تایلر پولاک
تایلر پولاک (انگلیسی: Tyler Polak؛ زادهٔ ۱۳ مهٔ ۱۹۹۲) بازیکن فوتبال اهل ایالات متحده آمریکا است.
از باشگاه‌هایی که در آن بازی کرده‌است می‌توان به باشگاه فوتبال نیوانگلند رولوشن و باشگاه فوتبال شیکاگو فایر اشاره کرد.
وی همچنین در تیم‌های ملی فوتبال United States men's national under-17 soccer team و United States men's national under-20 soccer team بازی کرده‌است.